# Hypostomus winzi
Hypostomus winzi är en fiskart som först beskrevs av Fowler, 1945.  Hypostomus winzi ingår i släktet Hypostomus och familjen Loricariidae. Inga underarter finns listade i Catalogue of Life.